# Australian Open 2025
De 113e editie van het Australische grandslamtoernooi, het Australian Open 2025, werd gehouden van zondag 12 tot en met zondag 26 januari. Het toernooi in het Melbourne Park te Melbourne was de 99e editie voor de vrouwen.
Op grond van een beslissing van de gezamenlijke internationale tennisbonden speelden deelnemers uit Rusland en Wit-Rusland zonder hun nationale kenmerken.

## Toernooisamenvatting
Bij zowel het enkelspel voor de mannen als dat voor de vrouwen begon het toernooi op de twaalfde van januari. Bij beide dubbelspelen startte het toernooi twee dagen later – het gemengd dubbelspel ging op donderdag zestien januari van start. De finale van het gemengd dubbelspel werd op vrijdag vierentwintig januari gespeeld. De finales van het vrouwenenkelspel en het mannendubbelspel vonden op zaterdag vijfentwintig januari plaats. Het toernooi werd afgesloten met de finales van het vrouwendubbelspel en het mannenenkelspel op zondag zesentwintig januari.
De titelverdedigers in het enkelspel waren Jannik Sinner (mannen) en Aryna Sabalenka (vrouwen). De titelverdedigers in het dubbelspel waren Rohan Bopanna/Matthew Ebden (mannen), Hsieh Su-wei/Elise Mertens (vrouwen) en Hsieh Su-wei/Jan Zieliński (gemengd).
Bij het mannenenkelspel won de Italiaan Jannik Sinner zijn derde grandslamtitel. In het vrouwenenkelspel won Madison Keys uit de Verenigde Staten haar eerste grandslamtitel. Bij het mannendubbelspel ging de winst naar Harri Heliövaara (Finland) en Henry Patten (Verenigd Koninkrijk), hun tweede gezamenlijke grandslamtitel. In het vrouwendubbelspel ging de titel naar het duo Kateřina Siniaková en Taylor Townsend – voor de Tsjechische Siniaková was het de tiende grandslamtitel, voor de Amerikaanse Townsend de tweede. In het gemengd dubbelspel wonnen de Australiërs Olivia Gadecki en John Peers, voor Gadecki de eerste grandslamtitel in deze discipline, voor Peers de tweede.

## Toernooikalender
| Australian Open    | januari 2025 | januari 2025 | januari 2025 | januari 2025 | januari 2025 | januari 2025 | januari 2025 | januari 2025 | januari 2025 | januari 2025 | januari 2025 | januari 2025 | januari 2025 | januari 2025 | januari 2025 |
| Australian Open    | zon 12       | maa 13       | din 14       | woe 15       | don 16       | vrĳ 17       | zat 18       | zon 19       | maa 20       | din 21       | woe 22       | don 23       | vrĳ 24       | zat 25       | zon 26       |
| ------------------ | ------------ | ------------ | ------------ | ------------ | ------------ | ------------ | ------------ | ------------ | ------------ | ------------ | ------------ | ------------ | ------------ | ------------ | ------------ |
| mannenenkelspel    | 1e ronde     | 1e ronde     | 1e ronde     | 2e ronde     | 2e ronde     | 3e ronde     | 3e ronde     | 4e ronde     | 4e ronde     | kwartfinale  | kwartfinale  |              | halve finale |              | finale       |
| vrouwenenkelspel   | 1e ronde     | 1e ronde     | 1e ronde     | 2e ronde     | 2e ronde     | 3e ronde     | 3e ronde     | 4e ronde     | 4e ronde     | kwartfinale  | kwartfinale  | halve finale |              | finale       |              |
| mannendubbelspel   |              |              | 1e ronde     | 1e ronde     | 1e ronde     | 2e ronde     | 2e ronde     | 3e ronde     | 3e ronde     | kwartfinale  | kwartfinale  | halve finale |              | finale       |              |
| vrouwendubbelspel  |              |              | 1e ronde     | 1e ronde     | 1e ronde     | 2e ronde     | 2e ronde     | 3e ronde     | 3e ronde     | kwartfinale  | kwartfinale  | halve finale |              |              | finale       |
| gemengd dubbelspel |              |              |              |              | 1e ronde     | 1e ronde     | 1e ronde     | 2e ronde     | 2e ronde     | kwartfinale  | halve finale |              | finale       |              |              |

## Kwalificatietoernooi (enkelspel)
Algemene regels – Aan het hoofdtoernooi (enkelspel) doen bij de mannen en vrouwen elk 128 tennissers mee. De 104 beste mannen en 104 beste vrouwen van de wereldranglijst die zich inschrijven, worden rechtstreeks toegelaten. Acht mannen en acht vrouwen krijgen van de organisatie een wildcard. Voor de overige ingeschrevenen resteren dan nog zestien plaatsen bij de mannen en zestien plaatsen bij de vrouwen in het hoofdtoernooi – deze plaatsen worden via het kwalificatietoernooi ingevuld. Aan dit kwalificatietoernooi doen nog eens 128 mannen en 128 vrouwen mee – er worden drie kwalificatieronden gespeeld.
Het kwalificatietoernooi werd gespeeld van maandag 6 tot en met donderdag 9 januari 2024 op de hardcourtbanen van Melbourne Park.
De volgende deelnemers aan het kwalificatietoernooi wisten zich een plaats te veroveren in de hoofdtabel:

### Mannenenkelspel
- Nikoloz Basilasjvili
- Tristan Boyer
- Aziz Dougaz
- Jaime Faria
- João Fonseca
- Cristian Garín
- Matteo Gigante
- Hady Habib
- Lukáš Klein
- Dominik Köpfer
- Mitchell Krueger
- Martín Landaluce
- Kamil Majchrzak
- Thiago Monteiro
- Gauthier Onclin
- Learner Tien

Lucky loser
- Francesco Passaro

### Vrouwenenkelspel
- Destanee Aiava
- Sára Bejlek
- Kimberly Birrell
- Maja Chwalińska
- Veronika Erjavec
- Jana Fett
- Viktorija Golubic
- Nao Hibino
- Léolia Jeanjean
- Polina Koedermetova
- Julia Riera
- Elena Gabriela Ruse
- Darija Snihoer
- Anca Todoni
- Wei Sijia
- Tamara Zidanšek

Lucky losers
- Harriet Dart
- Eva Lys
- Petra Martić

### Belgen in het kwalificatietoernooi
Mannen
- Alexander Blockx (eerste ronde)
- Raphaël Collignon (eerste ronde)
- Kimmer Coppejans (laatste ronde)
- Gauthier Onclin (gekwalificeerd)

Vrouwen
- Marie Benoît (tweede ronde)
- Ysaline Bonaventure (eerste ronde)
- Hanne Vandewinkel (eerste ronde)

### Nederlanders in het kwalificatietoernooi
Mannen
- Gijs Brouwer (eerste ronde)
- Jesper de Jong (eerste ronde)
- Tim van Rijthoven (eerste ronde)

Vrouwen
- Arianne Hartono (eerste ronde)
- Anouk Koevermans (eerste ronde)

## Belangrijkste uitslagen

### Regulier toernooi
Mannenenkelspel

Finale: Jannik Sinner (Italië) won van Alexander Zverev (Duitsland) met 6-3, 7-6, 6-3
Vrouwenenkelspel

Finale: Madison Keys (VS) won van Aryna Sabalenka () met 6-3, 2-6, 7-5
Mannendubbelspel

Finale: Harri Heliövaara (Finland) en Henry Patten (VK) wonnen van Simone Bolelli (Italië) en Andrea Vavassori (Italië) met 6-7, 7-6, 6-3
Vrouwendubbelspel

Finale: Kateřina Siniaková (Tsjechië) en Taylor Townsend (VS) wonnen van Hsieh Su-wei (Taiwan) en Jeļena Ostapenko (Letland) met 6-2, 6-7, 6-3
Gemengd dubbelspel

Finale: Olivia Gadecki (Australië) en John Peers (Australië) wonnen van Kimberly Birrell (Australië) en John-Patrick Smith (Australië) met 3-6, 6-4, [10-6]

### Junioren
Jongensenkelspel

Finale: Henry Bernet (Zwitserland) won van Benjamin Willwerth (VS) met 6-3, 6-4
Meisjesenkelspel

Finale: Wakana Sonobe (Japan) won van Kristina Penickova (VS) met 6-0, 6-1
Jongensdubbelspel

Finale: Maxwell Exsted (VS) en Jan Kumstát (Tsjechië) wonnen van Ognjen Milić (Servië) en Egor Pleshivtsev () met 7-6, 6-3
Meisjesdubbelspel

Finale: Annika Penickova (VS) en Kristina Penickova (VS) wonnen van Emerson Jones (Australië) en Hannah Klugman (VK) met 6-4, 6-2

### Rolstoeltennis
Rolstoelmannenenkelspel

Finale: Alfie Hewett (VK) won van Tokito Oda (Japan) met 6-4, 6-4
Rolstoelvrouwenenkelspel

Finale: Yui Kamiji (Japan) won van Aniek van Koot (Nederland) met 6-2, 6-2
Quad-enkelspel

Finale: Sam Schröder (Nederland) won van Niels Vink (Nederland) met 7-6, 7-5
Rolstoelmannendubbelspel

Finale: Alfie Hewett (VK) en Gordon Reid (VK) wonnen van Daniel Caverzaschi (Spanje) en  Stéphane Houdet (Frankrijk) met 6-2, 6-4
Rolstoelvrouwendubbelspel

Finale: Li Xiaohui (China) en Wang Ziying (China) wonnen van Manami Tanaka (Japan) en Zhu Zhenzhen (China) met 6-2, 6-3
Quad-dubbelspel

Finale: Andy Lapthorne (VK) en Sam Schröder (Nederland) wonnen van Guy Sasson (Israël) en Niels Vink (Nederland) met 6-1, 6-4